# Miziuryńce
Miziuryńce  (ukr. Мізюринці) – wieś na Ukrainie  w obwodzie tarnopolskim, w rejonie krzemienieckim.